# Пушкинская улица (Владикавказ)
Пу́шкинская улица — улица во Владикавказе, Северная Осетия, Россия. Улица располагается в Иристонском муниципальном округе Владикавказа между улицей Кабардинской и Карцинским шоссе. Начинается от улицы Кабардинской.
Пушкинскую улицу пересекают улицы Шмулевича, Степана Разина, Максима Горького, Куйбышева и Братьев Щукиных.
На чётной стороне Пушкинской улицы начинаются улицы Руслана Салатова, Батумская, Дербентская, Бакинская, Баракова и Садовая.
На нечётной стороне Пушкинской улицы заканчиваются улицы Павленко, Трубецкого, Светлая и переулок Малый. По нечётной стороне Пушкинской улицы в границах пересечения с улицами Шмулевича и Степана Разина находится восточная сторона Комсомольского парка.
Улица названа в память русского поэта Александра Пушкина.
Улица образовалась в начале XX века и впервые была отмечена под собственным наименованием на Плане областного города Владикавказа Терской области от 1911 года.
Значимые объекты
- д. 40/ Горького — Терская войсковая учительская семинария, комплекс зданий. Памятник архитектуры культурного наследия России (№ 1530336000). В настоящее время здесь располагаются корпусы Северо-Осетинской медицинской академии.